# Macroglossum faro
Macroglossum faro là một loài bướm đêm thuộc họ Sphingidae, chi Macroglossum.

## Phụ loài
- Macroglossum faro faro
- Macroglossum faro cottoni Cadiou, 2000

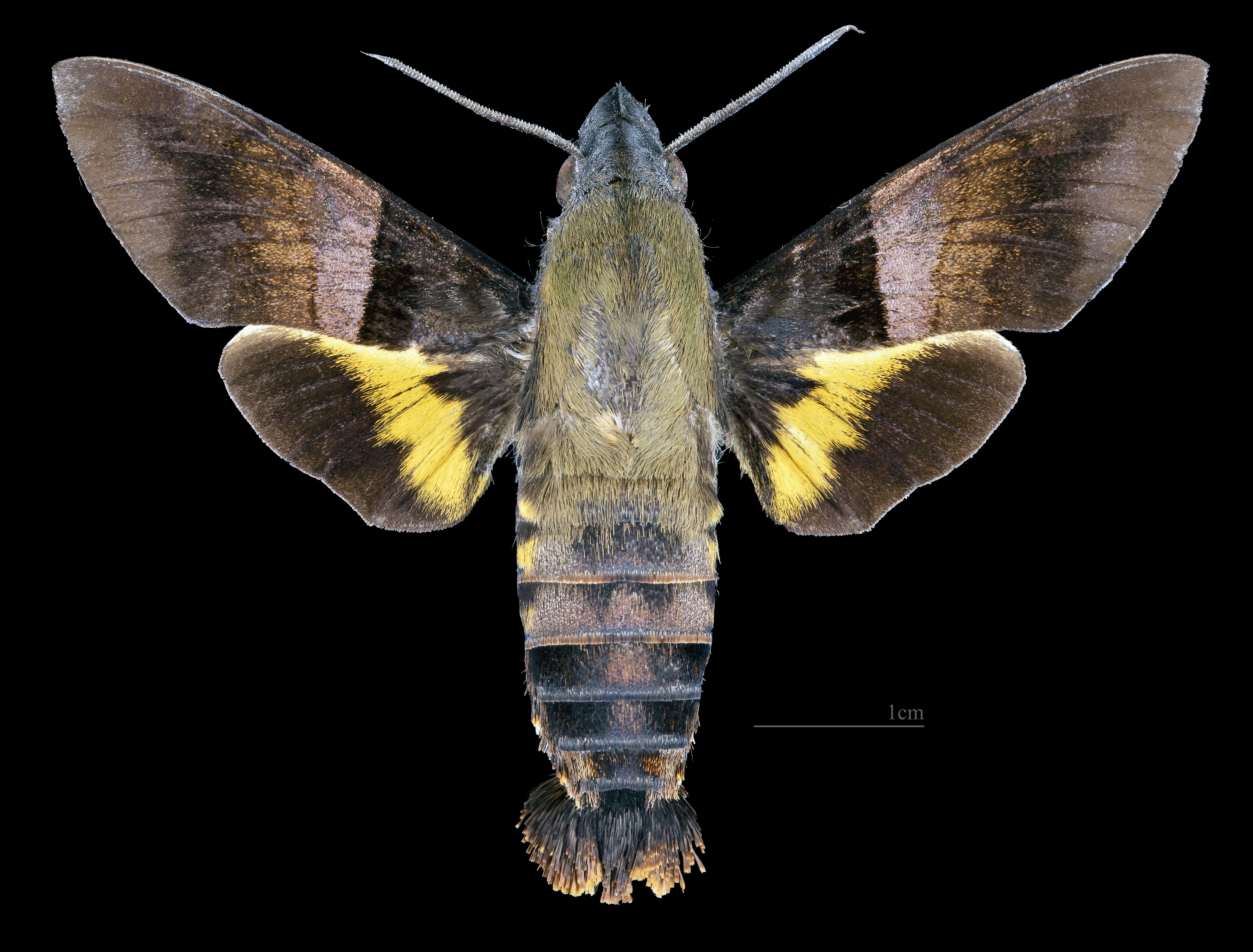
Macroglossum faro cottoni ♂
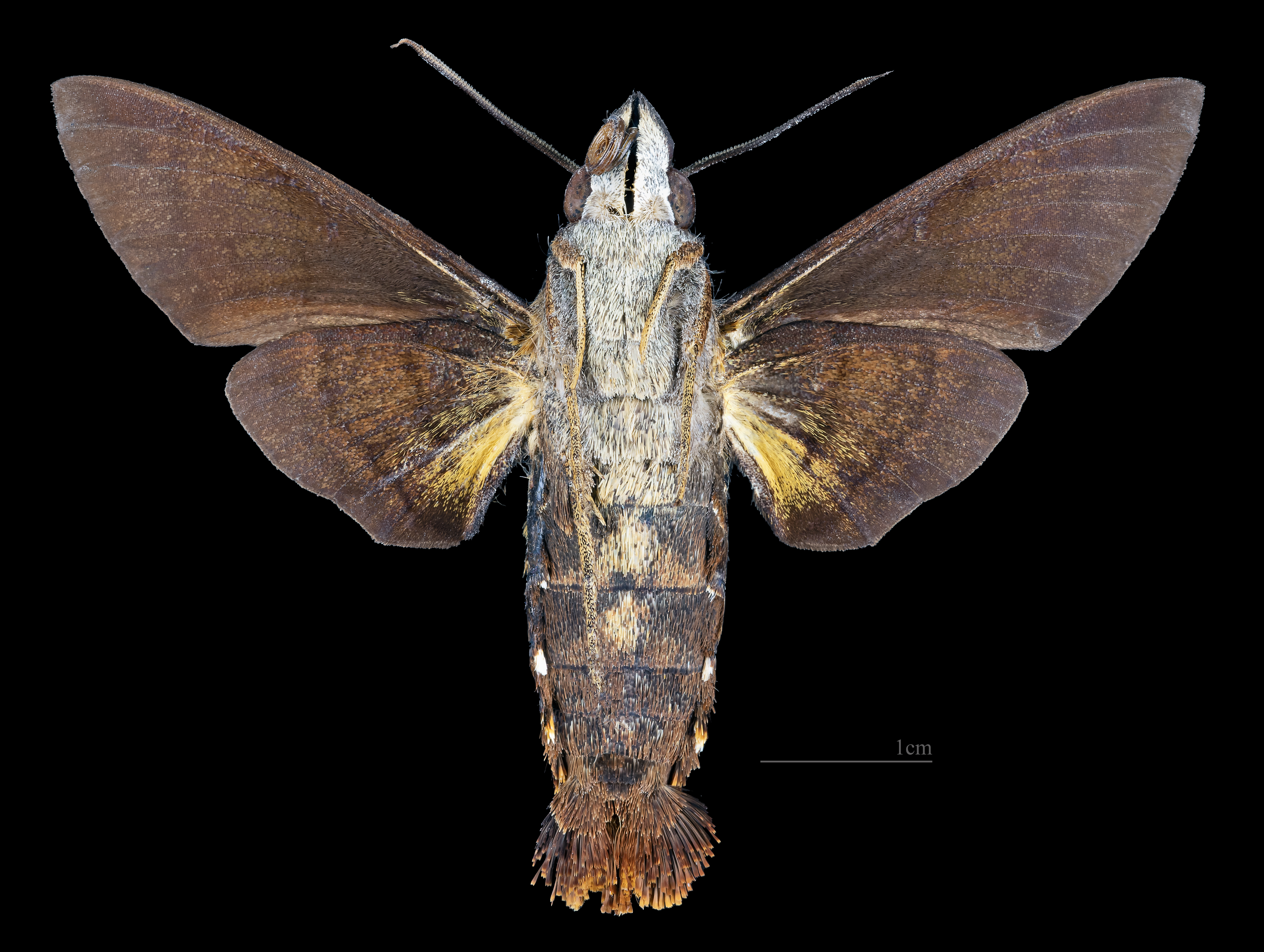
Macroglossum faro cottoni ♂   △